# Aleksander Romanow (1869–1870)
Aleksander Aleksandrowicz Romanow (ur. 7 czerwca 1869 w Petersburgu, zm. 2 maja 1870 tamże) – wielki książę Imperium Rosyjskiego, brat ostatniego cesarza Rosji Mikołaja II.

## Życiorys
Wielki książę Aleksander urodził się 7 czerwca (26 maja według kalendarza juliańskiego) 1869 roku w Sankt Petersburgu w Rosji. Jego ojcem był carewicz Aleksander Aleksandrowicz, syn cesarza Rosji Aleksandra II i cesarzowej Marii. Jego matką była carewna Maria Fiodorowna (dawniej księżniczka Dagmara z Danii), córka króla Danii Chrystiana IX i królowej Danii Luizy Heskiej.
W chwili narodzin był trzeci w kolejce do tronu rosyjskiego, po swoim ojcu i starszym bracie Mikołaju.
Zmarł na zapalenie opon mózgowo-rdzeniowych 2 maja (20 kwietnia według kalendarza juliańskiego) 1870 roku w Petersburgu.
By zachować pamięć o Aleksandrze, jego rodzice zrobili mu zdjęcie w trumnie ozdobionej kwiatami.

## Tytuł
- 7 czerwca 1869 – 2 maja 1870: Jego Cesarska Wysokość Wielki Książę Aleksander Aleksandrowicz z Rosji